# Os supratalare
Os supratalare is de benaming voor een accessoir voetwortelbeentje dat soms als extra ossificatiepunt ontstaat gedurende de embryonale ontwikkeling. Bij de mensen bij wie het botje voorkomt, bevindt het botje zich aan de dorsale zijde van de voetwortel, boven op het sprongbeen, tussen de enkel en het gewricht tussen sprongbeen en os naviculare in. Het wordt net als het os subtibiale ook wel os tali secundarium genoemd, vanwege de nauwe relatie met het sprongbeen. Het botje komt bij 0,9% van de mensen voor.
Op röntgenfoto's wordt een os supratalare soms onterecht aangemerkt als afwijkend, losliggend botdeel of als fractuur.

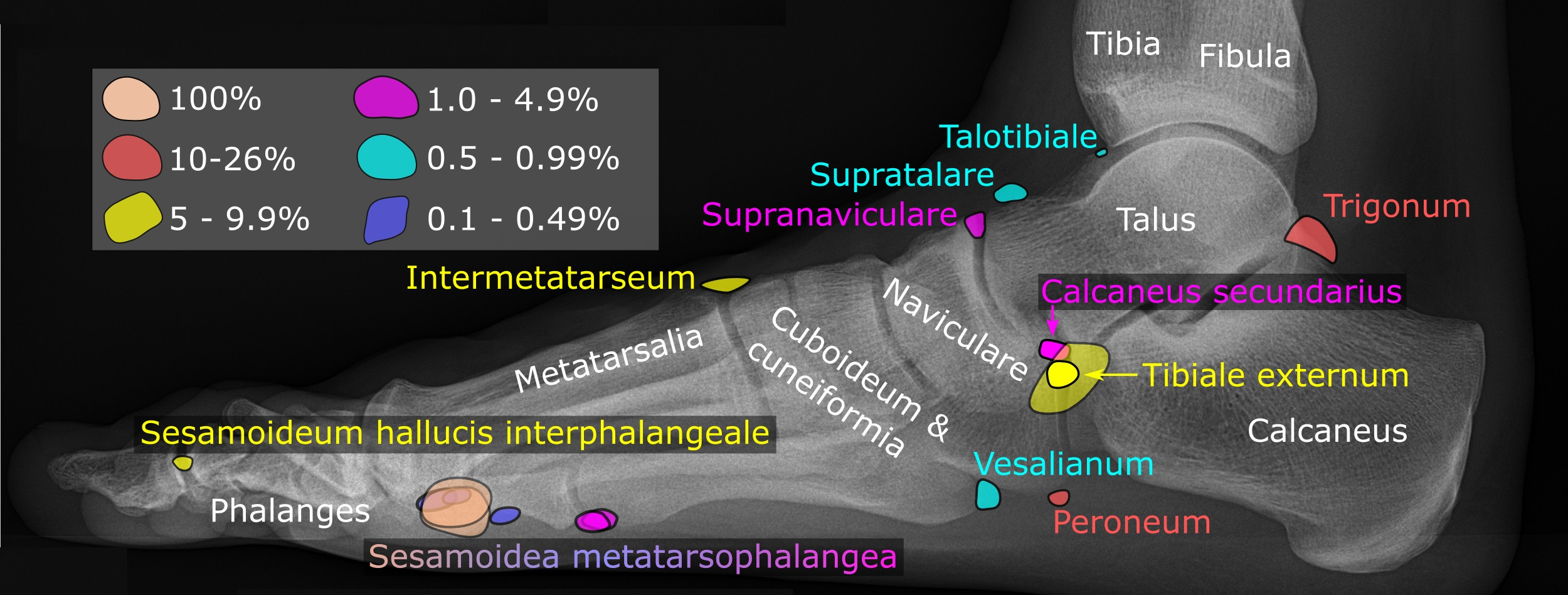
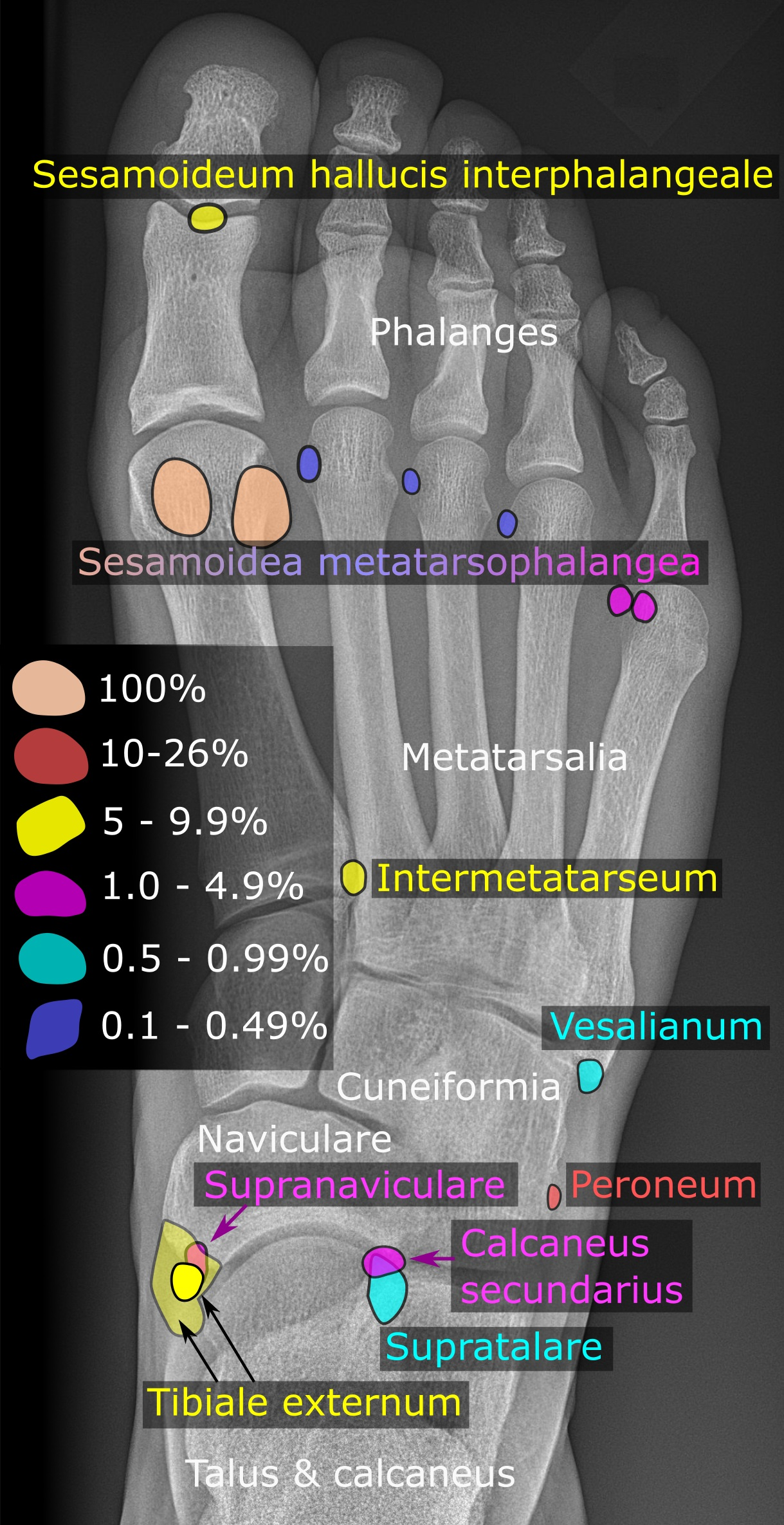